# Murgonornis archeri
Murgonornis archeri — викопний вид гусеподібних птахів вимерлої родини Presbyornithidae. Мешкав в Австралії в еоцені близько 55 млн років тому. Рештки виявлені поблизу села Мургон у Квінсленді.

## Назва
Рід названий на честь Мургона, місцевості, звідки походять скам'янілості. Вид відзначений Майклом Арчером за видатний внесок у палеонтологію хребетних в Австралії.

## Скам'янілості
Скам'янілості птаха походять із аргілітового інтервалу в пісковику Оукдейл, відкритому на території Тінгамарра, регіон Боут-Маунтін, поблизу Мургона, південно-східний Квінсленд, Австралія, 26S 152E. Калійно-аргонове датування аутигенних глин показало вік 54,6 ± 0,05 млн років для цього місця, тобто найдавніший еоцен, що узгоджується з біокорелятивними доказами.